# Silene nodulosa
Silene nodulosa là loài thực vật có hoa thuộc họ Cẩm chướng. Loài này được Viv. miêu tả khoa học đầu tiên năm 1824.